# Grandgourt

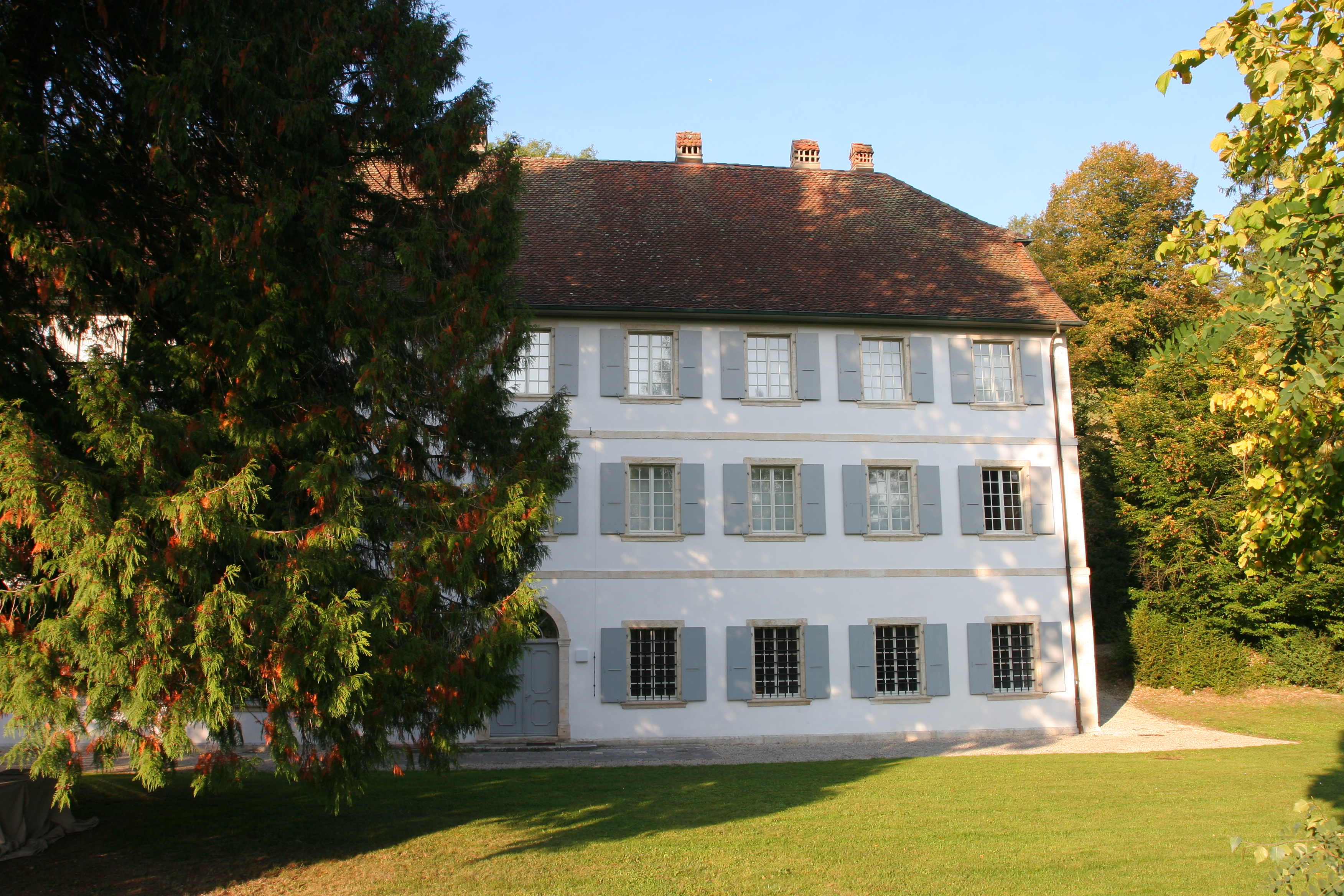
Ancien Prieuré de Grandgourt – Façade sud

Grandgourt ist ein Landsitz und ein ehemaliges Priorat in der Gemeinde Basse-Allaine, südwestlich von Montignez im Schweizer Kanton Jura.
Eine erste Erwähnung findet sich 1182 unter dem Namen Grantgour in einem Privileg von Papst Lucius III. zugunsten des Klosters Bellelay. Nachdem Grandgourt eine Filiale des Klosters gewesen war, wurde es 1188 zu einer eigenen Abtei. Bellelay wandelte es 1208 in ein Priorat um. Das Gebäude wurde 1738 bis 1744 neu erbaut, 1798 säkularisiert und im 19. Jahrhundert als Landwirtschaftsbetrieb genutzt. Die Kirche wurde 1801 zugunsten einer Strassenverbreiterung teilweise und 1860 ganz abgerissen. Das Gebäude mit reicher Innenverzierung wurde 1976 bis 1977 renoviert und beherbergte danach ein Bildungs- und Kurzentrum.

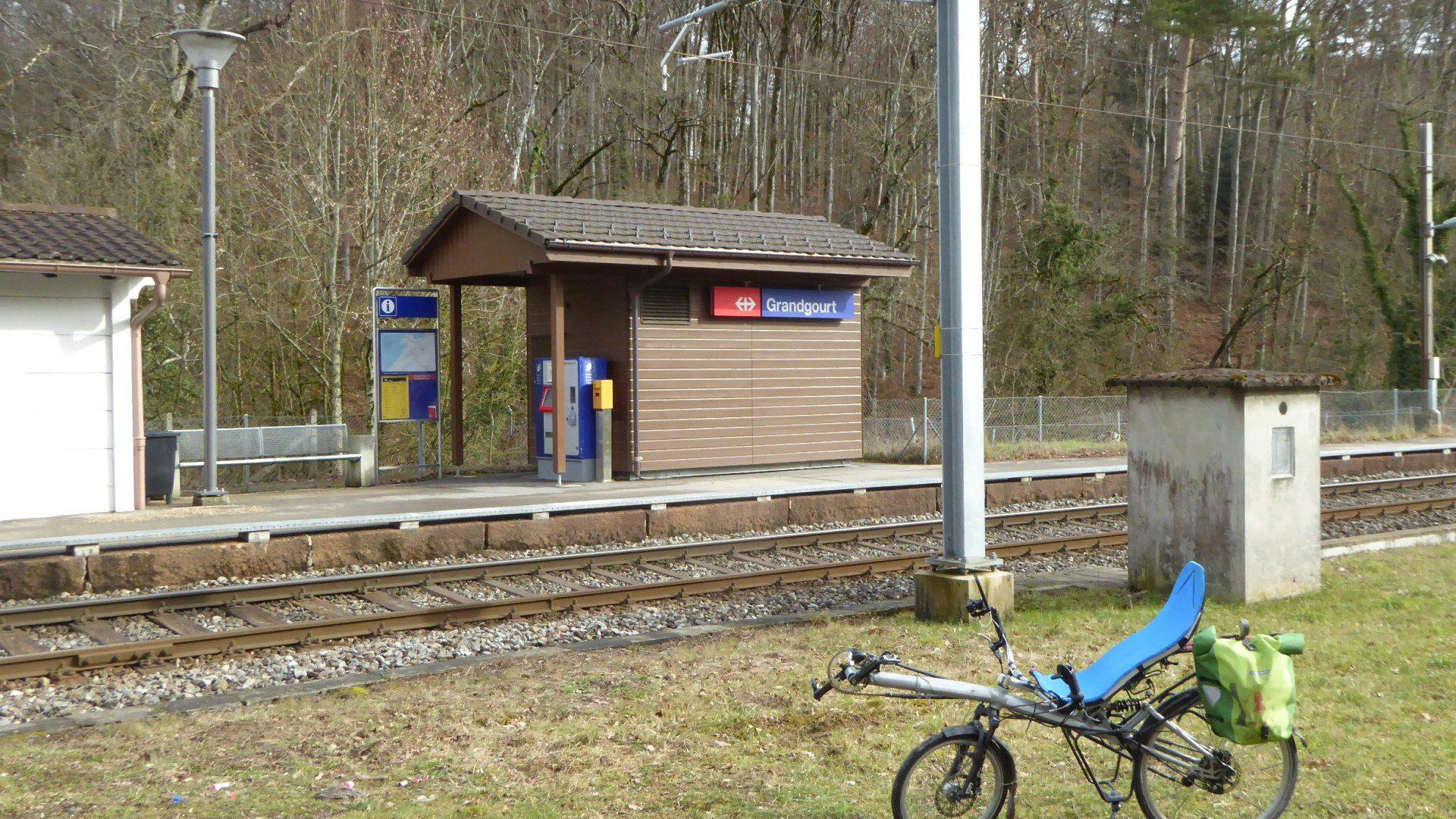
Ehemalige Haltestelle Grandgourt

Die zweijochige Brücke über die Allaine stammt aus dem Jahr 1770. Die Haltestelle Grandgourt  der Bahnstrecke Delémont–Delle wurde vom 1. Juni 1878 bis zum 10. Dezember 2022 betrieben.